# Eric Melvin
Eric Melvin (9 de juliol de 1966) és el guitarrista de NOFX.

## Biografia
Melvin és el guitarrista original de NOFX des de la seva fundació el 1983. Al llarg de la seva carrera en la banda ha tingut diversos companys d'instrument com AL Bino o Steve Kidwiller, ambdós amb passos efímers per NOFX fins a l'arribada de El Hefe, el 1991. Melvin és fàcilment recognoscible a NOFX pels seus famosos dreadlocks, els continus canvis de color en el pèl i la seva particular forma de tocar la guitarra. Des de 1996 té un projecte alternatiu a NOFX anomenat Punk Rock Karaoke al costat de Steve Soto (membre de The Adolescents), Derek O'Brien (bateria de Social Distortion) i Greg Hetson (guitarrista de les veteranes Bad Religion i The Circle Jerks).